# Euro Beach Soccer League 2007
L'Euro Beach Soccer League 2007 è la 10ª edizione di questo torneo.

## Calendario
| Data               | Paese                 | Città                       | Stage       |
| ------------------ | --------------------- | --------------------------- | ----------- |
| 29 giugno-1 luglio | Grecia (bandiera)     | Atene                       | Preliminari |
| 13-15 luglio       | Italia (bandiera)     | San Benedetto del Tronto    | Stage 1     |
| 19-21 luglio       | Portogallo (bandiera) | Portimão                    | Stage 2     |
| 27-29 luglio       | Francia (bandiera)    | Tignes                      | Stage 3     |
| 3-5 agosto         | Spagna (bandiera)     | Palma de Mallorca           | Stage 4     |
| 21-26 agosto       | Francia (bandiera)    | Plages du Prado (Marsiglia) | Finali      |

## Squadre partecipanti
- Rep. Ceca
- Inghilterra
- Germania
- Grecia
- Ungheria
- Israele
- Norvegia
- Polonia

- Russia
- Svizzera
- Ucraina
- Turchia
- Portogallo 1
- Italia 1
- Spagna 1
- Francia 1

1. Ammesse direttamente agli stage senza preliminari

## Formato
Le 12 squadre che disputano i preliminari vengono divise in 4 gironi da tre squadre l’uno.
Le prime classificate di ogni girone accedono agli stage assieme alle 4 ammesse d’ufficio.
Gli stage saranno in tutto quattro e vedranno tutte le squadre qualificate impegnate in ognuno di questi. Gli stage saranno ad eliminazione diretta dai quarti fino alla finale. In base alla posizione guadagnata nel singolo stage vengono assegnati dei punti che verranno sommati a quelli di tutti gli altri stage per poter stilare una classifica generale. Le prime 6 classificate di questa classifica accedono alle finali.
Le finali sono composte da due gironi di 3 squadre l’uno, dove le prime due posizionate accedono alla fase ad eliminazione diretta a partire dalle semifinali.

## Preliminari

### Squadre ammesse
- Rep. Ceca
- Inghilterra
- Germania
- Grecia
- Ungheria
- Israele

- Norvegia
- Polonia
- Russia
- Svizzera
- Ucraina
- Turchia

### Gruppo A
| Team     | G | V | V+ | P | GF | GS | +/- | P |
| -------- | - | - | -- | - | -- | -- | --- | - |
| Svizzera | 2 | 2 | 0  | 0 | 21 | 5  | +16 | 6 |
| Norvegia | 2 | 0 | 1  | 1 | 5  | 13 | −8  | 2 |
| Turchia  | 2 | 0 | 0  | 2 | 6  | 14 | −8  | 0 |

| Squadra 1 | Risultato     | Squadra 2 |
| --------- | ------------- | --------- |
| Svizzera  | 10-2          | Norvegia  |
| Norvegia  | 3-3 (3-2 dcr) | Turchia   |
| Svizzera  | 11-3          | Turchia   |

### Gruppo B
| Team    | G | V | V+ | P | GF | GS | +/- | P |
| ------- | - | - | -- | - | -- | -- | --- | - |
| Russia  | 2 | 1 | 1  | 0 | 11 | 7  | +4  | 5 |
| Israele | 2 | 1 | 0  | 1 | 8  | 7  | +1  | 3 |
| Grecia  | 2 | 0 | 0  | 2 | 2  | 7  | −5  | 0 |

| Squadra 1 | Risultato     | Squadra 2 |
| --------- | ------------- | --------- |
| Israele   | 2-1           | Grecia    |
| Russia    | 6-6 (7-6 dcr) | Israele   |
| Russia    | 5-1           | Grecia    |

### Gruppo C
| Team      | G | V | V+ | P | GF | GS | +/- | P |
| --------- | - | - | -- | - | -- | -- | --- | - |
| Rep. Ceca | 2 | 2 | 0  | 0 | 8  | 6  | +2  | 6 |
| Ucraina   | 2 | 1 | 0  | 1 | 8  | 6  | +2  | 3 |
| Germania  | 2 | 0 | 0  | 2 | 5  | 9  | −4  | 0 |

| Squadra 1 | Risultato | Squadra 2 |
| --------- | --------- | --------- |
| Rep. Ceca | 4-3       | Ucraina   |
| Rep. Ceca | 4-3       | Germania  |
| Ucraina   | 5-2       | Germania  |

### Gruppo D
| Team        | G | V | V+ | P | GF | GS | +/- | P |
| ----------- | - | - | -- | - | -- | -- | --- | - |
| Polonia     | 2 | 1 | 0  | 1 | 10 | 7  | +3  | 3 |
| Inghilterra | 2 | 1 | 0  | 1 | 8  | 7  | +1  | 3 |
| Ungheria    | 2 | 0 | 1  | 1 | 5  | 9  | −4  | 2 |

| Squadra 1   | Risultato     | Squadra 2   |
| ----------- | ------------- | ----------- |
| Inghilterra | 5-1           | Ungheria    |
| Ungheria    | 4-4 (1-0 dcr) | Polonia     |
| Polonia     | 6-3           | Inghilterra |

## Stage 1

### Quarti di finale
| Squadra 1  | Risultato | Squadra 2 |
| ---------- | --------- | --------- |
| Spagna     | 5-4 dts   | Svizzera  |
| Russia     | 4-1       | Francia   |
| Italia     | 4-2       | Rep. Ceca |
| Portogallo | 5-4       | Polonia   |

### Semifinali

#### 1º-4º posto
| Squadra 1  | Risultato | Squadra 2 |
| ---------- | --------- | --------- |
| Russia     | 5-4       | Svizzera  |
| Portogallo | 7-2       | Italia    |

#### 5º-8º posto
| Squadra 1 | Risultato | Squadra 2 |
| --------- | --------- | --------- |
| Francia   | 7-6 dts   | Spagna    |
| Rep. Ceca | 6-5       | Polonia   |

### Finali

#### 7º-8º posto
| Squadra 1 | Risultato | Squadra 2 |
| --------- | --------- | --------- |
| Polonia   | 5-4 dts   | Spagna    |

#### 5º-6º posto
| Squadra 1 | Risultato | Squadra 2 |
| --------- | --------- | --------- |
| Francia   | 10-2      | Rep. Ceca |

#### 3º-4º posto
| Squadra 1 | Risultato | Squadra 2 |
| --------- | --------- | --------- |
| Svizzera  | 5-3       | Italia    |

#### 1º-2º posto
| Squadra 1 | Risultato | Squadra 2  |
| --------- | --------- | ---------- |
| Russia    | 4-3       | Portogallo |

### Classifica stage 1
| Pos. | Squadre    | Punti |
| ---- | ---------- | ----- |
| 1    | Russia     | 10    |
| 2    | Portogallo | 8     |
| 3    | Svizzera   | 7     |
| 4    | Italia     | 6     |
| 5    | Francia    | 5     |
| 6    | Rep. Ceca  | 4     |
| 7    | Polonia    | 3     |
| 8    | Spagna     | 1     |

## Stage 2

### Quarti di finale
| Squadra 1  | Risultato     | Squadra 2 |
| ---------- | ------------- | --------- |
| Portogallo | 7-4           | Rep. Ceca |
| Francia    | 4-2           | Polonia   |
| Russia     | 4-3           | Spagna    |
| Svizzera   | 1-1 (3-2 dcr) | Italia    |

### Semifinali

#### 1º-4º posto
| Squadra 1  | Risultato | Squadra 2 |
| ---------- | --------- | --------- |
| Portogallo | 6-1       | Francia   |
| Russia     | 7-3       | Svizzera  |

#### 5º-8º posto
| Squadra 1 | Risultato | Squadra 2 |
| --------- | --------- | --------- |
| Polonia   | 7-4       | Rep. Ceca |
| Spagna    | 7-4       | Italia    |

### Finali

#### 7º-8º posto
| Squadra 1 | Risultato | Squadra 2 |
| --------- | --------- | --------- |
| Italia    | 4-1       | Rep. Ceca |

#### 5º-6º posto
| Squadra 1 | Risultato | Squadra 2 |
| --------- | --------- | --------- |
| Spagna    | 1-0       | Polonia   |

#### 3º-4º posto
| Squadra 1 | Risultato | Squadra 2 |
| --------- | --------- | --------- |
| Francia   | 6-4       | Svizzera  |

#### 1º-2º posto
| Squadra 1  | Risultato | Squadra 2 |
| ---------- | --------- | --------- |
| Portogallo | 3-2       | Russia    |

### Classifica stage 2
| Pos. | Squadre    | Punti |
| ---- | ---------- | ----- |
| 1    | Portogallo | 10    |
| 2    | Russia     | 8     |
| 3    | Francia    | 7     |
| 4    | Svizzera   | 6     |
| 5    | Spagna     | 5     |
| 6    | Polonia    | 4     |
| 7    | Italia     | 3     |
| 8    | Rep. Ceca  | 1     |

## Stage 3

### Quarti di finale
| Squadra 1 | Risultato | Squadra 2  |
| --------- | --------- | ---------- |
| Svizzera  | 8-7       | Portogallo |
| Russia    | 4-1       | Italia     |
| Francia   | 4-2       | Rep. Ceca  |
| Spagna    | 3-2       | Polonia    |

### Semifinali

#### 1º-4º posto
| Squadra 1 | Risultato | Squadra 2 |
| --------- | --------- | --------- |
| Russia    | 5-4       | Svizzera  |
| Francia   | 5-2       | Spagna    |

#### 5º-8º posto
| Squadra 1  | Risultato | Squadra 2 |
| ---------- | --------- | --------- |
| Portogallo | 8-6       | Italia    |
| Polonia    | 6-4       | Rep. Ceca |

### Finali

#### 7º-8º posto
| Squadra 1 | Risultato | Squadra 2 |
| --------- | --------- | --------- |
| Italia    | 11-2      | Rep. Ceca |

#### 5º-6º posto
| Squadra 1 | Risultato | Squadra 2  |
| --------- | --------- | ---------- |
| Polonia   | 7-6 dts   | Portogallo |

#### 3º-4º posto
| Squadra 1 | Risultato | Squadra 2 |
| --------- | --------- | --------- |
| Spagna    | 4-3       | Svizzera  |

#### 1º-2º posto
| Squadra 1 | Risultato | Squadra 2 |
| --------- | --------- | --------- |
| Russia    | 5-4       | Francia   |

### Classifica stage 3
| Pos. | Squadre    | Punti |
| ---- | ---------- | ----- |
| 1    | Russia     | 10    |
| 2    | Francia    | 8     |
| 3    | Spagna     | 7     |
| 4    | Svizzera   | 6     |
| 5    | Polonia    | 5     |
| 6    | Portogallo | 4     |
| 7    | Italia     | 3     |
| 8    | Rep. Ceca  | 1     |

## Stage 4

### Quarti di finale
| Squadra 1  | Risultato | Squadra 2 |
| ---------- | --------- | --------- |
| Portogallo | 6-4 dts   | Russia    |
| Francia    | 7-4       | Svizzera  |
| Spagna     | 5-2       | Rep. Ceca |
| Italia     | 4-3       | Polonia   |

### Semifinali

#### 1º-4º posto
| Squadra 1 | Risultato | Squadra 2  |
| --------- | --------- | ---------- |
| Francia   | 6-0       | Portogallo |
| Italia    | 6-4       | Spagna     |

#### 5º-8º posto
| Squadra 1 | Risultato | Squadra 2 |
| --------- | --------- | --------- |
| Svizzera  | 5-4       | Russia    |
| Polonia   | 6-4       | Rep. Ceca |

### Finali

#### 7º-8º posto
| Squadra 1 | Risultato | Squadra 2 |
| --------- | --------- | --------- |
| Russia    | 6-3       | Rep. Ceca |

#### 5º-6º posto
| Squadra 1 | Risultato | Squadra 2 |
| --------- | --------- | --------- |
| Svizzera  | 6-5 dts   | Polonia   |

#### 3º-4º posto
| Squadra 1  | Risultato | Squadra 2 |
| ---------- | --------- | --------- |
| Portogallo | 5-3       | Spagna    |

#### 1º-2º posto
| Squadra 1 | Risultato | Squadra 2 |
| --------- | --------- | --------- |
| Francia   | 7-5       | Italia    |

### Classifica stage 4
| Pos. | Squadre    | Punti |
| ---- | ---------- | ----- |
| 1    | Francia    | 10    |
| 2    | Italia     | 8     |
| 3    | Portogallo | 7     |
| 4    | Spagna     | 6     |
| 5    | Svizzera   | 5     |
| 6    | Polonia    | 4     |
| 7    | Russia     | 3     |
| 8    | Rep. Ceca  | 1     |

## Classifica generale
| Pos | Team       | G  | V | V+ | P  | GF | GS | +/- | P  |
| --- | ---------- | -- | - | -- | -- | -- | -- | --- | -- |
| 1   | Russia     | 12 | 9 | 0  | 3  | 54 | 40 | +14 | 31 |
| 2   | Francia    | 12 | 8 | 1  | 3  | 62 | 42 | +20 | 30 |
| 3   | Portogallo | 12 | 7 | 1  | 4  | 63 | 51 | +12 | 29 |
| 4   | Svizzera   | 12 | 3 | 3  | 6  | 52 | 60 | –8  | 24 |
| 5   | Italia     | 12 | 5 | 0  | 7  | 51 | 51 | 0   | 20 |
| 6   | Spagna     | 12 | 5 | 0  | 7  | 46 | 48 | –2  | 19 |
| 7   | Polonia    | 12 | 3 | 2  | 7  | 52 | 51 | +1  | 16 |
| 8   | Rep. Ceca  | 12 | 1 | 0  | 11 | 36 | 75 | –39 | 7  |

## Finali

### Squadre qualificate
- Russia
- Francia
- Portogallo
- Svizzera
- Italia
- Spagna

#### Gruppo 1
| Team | G        | V | V+ | P | GF | GS | +/- | P   |   |
| ---- | -------- | - | -- | - | -- | -- | --- | --- | - |
| 1    | Spagna   | 2 | 1  | 1 | 0  | 14 | 10  | +4  | 5 |
| 2    | Russia   | 2 | 1  | 0 | 1  | 15 | 9   | +6  | 3 |
| 3    | Svizzera | 2 | 0  | 0 | 2  | 5  | 15  | −10 | 0 |

| Squadra 1 | Risultato     | Squadra 2 |
| --------- | ------------- | --------- |
| Spagna    | 7-7 (1-0 dcr) | Russia    |
| Spagna    | 7-3           | Svizzera  |
| Russia    | 8-2           | Svizzera  |

#### Gruppo 2
| Team | G          | V | V+ | P | GF | GS | +/- | P  |   |
| ---- | ---------- | - | -- | - | -- | -- | --- | -- | - |
| 1    | Francia    | 2 | 2  | 0 | 0  | 11 | 8   | +3 | 6 |
| 2    | Portogallo | 2 | 1  | 0 | 1  | 8  | 7   | +1 | 3 |
| 3    | Italia     | 2 | 0  | 0 | 2  | 7  | 11  | −4 | 0 |

| Squadra 1  | Risultato | Squadra 2  |
| ---------- | --------- | ---------- |
| Francia    | 6-5       | Italia     |
| Portogallo | 5-2       | Italia     |
| Francia    | 5-3       | Portogallo |

#### Semifinali
| Squadra 1  | Risultato     | Squadra 2 |
| ---------- | ------------- | --------- |
| Francia    | 3-3 (2-1 dcr) | Russia    |
| Portogallo | 6-5           | Spagna    |

#### Finale 3º posto
| Squadra 1 | Risultato | Squadra 2 |
| --------- | --------- | --------- |
| Russia    | 6-3       | Spagna    |

#### Finale 1º posto
| Squadra 1  | Risultato | Squadra 2 |
| ---------- | --------- | --------- |
| Portogallo | 7-6       | Francia   |

## Classifica Finale
| Pos | Team       |
| --- | ---------- |
| 1   | Portogallo |
| 2   | Francia    |
| 3   | Russia     |
| 4   | Spagna     |
| 5   | Italia     |
| 6   | Svizzera   |